# Wyoming (Michigan)
Wyoming ist eine Stadt in Kent County im US-Bundesstaat Michigan. Das U.S. Census Bureau hat bei der Volkszählung 2020 eine Einwohnerzahl von 76.501 ermittelt.
Die Stadt ist die größte Vorstadt von Grand Rapids. 1832 wurde das Gebiet von Wyoming besiedelt und zunächst als Township organisiert, die Stadt Wyoming wurde 1959 gegründet. Wyoming steht in Bezug auf die Bevölkerung auf Rang 14 in Michigan.

## Geografie
Wyoming liegt südwestlich von Grand Rapids und südlich des Grand River. Im Westen der Stadt liegen Grandville und Georgetown Township in Ottawa County, Byron Township im Süden und Kentwood im Osten. Im Südwesten schließt sich Hudsonville an, im Südosten Gaines Township und im Nordwesten Walker.
Der U.S. Highway 131 verläuft im Osten der Stadt, und die Interstate 196 folgt dem Grand River in Südwest-Nordost-Richtung. Die Verbindung zwischen der I-196 und der US-131 sowie der Interstate 96 stellt der Paul B. Henry Freeway an der Südseite der Stadt her, ebenso wie der Ost-West verlaufende Michigan Highway 11 im Norden.
Auch wenn Wyoming als Vorstadtbereich von Grand Rapids anzusehen ist und im typischen Muster einer Nachkriegsvorstadt angelegt wurde, besitzt es dennoch die Merkmale einer Stadt mit mehreren Handelsverteilungszentren und eine nicht geringe Anzahl von gewerblichen Büros und Fertigungsstätten.

## Klima
Der Westen Michigans, in dem Wyoming liegt, steht gerade nicht mehr unter dem Einfluss der gewöhnlich reichlichen Schneefälle, die durch die Nähe des Michigansees verursacht werden. Auf den See gehen auch die im Osten Wyomings vorkommenden, über dem Durchschnitt der Region liegenden Temperaturen zurück. Die höchste bisher erreichte Temperatur betrug 102 °F (39 °C) im Juni und die tiefste −22 °F (-30 °C) im Januar. Der Anteil von Sonnentagen beträgt 46 %.

## Bevölkerung
Die Einwohner der Stadt sind eine Mischung aus Angehörigen der Arbeiterklasse / Blue Collars und vorstädtischen Einwohnern der Mittelklasse. Bei der Volkszählung 2000 lebten 69.368 Einwohner in Wyoming in 26.536 Haushalten und 17.540 Familien. Die Bevölkerungsdichte betrug 1.096,8 Einwohner/km², die Flächndichte der 27.506 Wohneinheiten 434,9 pro km². Die Bevölkerung bestand aus 84,32 % Weißen; 4,85 % Afroamerikaner und 2,92 % Asiaten, der verbleibende Anteil teilte sich auf verschiedene Bevölkerungsgruppen auf. Das Pro-Kopf-Einkommen betrug 19.287 US-Dollar, etwa 7 % der Bevölkerung lebte unter der Armutsgrenze.

## Geschichte
Die ersten ständigen weißen Siedler erreichten das Gebiet im Jahr 1832 und machten es damit zu einem der am frühesten besiedelten Gebiete des Countys wie auch von ganz West-Michigan. Zunächst war das Gebiet Teil von Byron Township, aus dem es im Jahr 1848 ausgegliedert wurde.
1933 wurde Grandville in einem Teil von Wyoming Township gegründet. Schon vorher war der am weitesten nordwestlich gelegene Teil des Township nach Grand Rapids ausgegliedert worden. Grandville gliederte 1947, 1948 und in den 1950ern weitere Teile von Wyoming Township ein, andere Teile gingen an Walker.
Der verbleibende Rest des Townships wurde 1959 bei der Gründung der Stadt Wyoming mit einbezogen, um weitere Verluste von Township-Gebiet an Grand Rapids und Grandville zu verhindern. Wyoming wurde nach Wyoming County (New York) benannt, aus dem viele der ersten Siedler kamen. Der östliche Teil von Wyoming gehörte ursprünglich zu Paris Township, dessen außerhalb Wyomings liegender Teil später in Kentwood aufging.

## Freizeit und Kultur
Die Stadt hat 21 Parks mit einer Grundfläche von 665 Acres, die eine Reihe von Freizeitmöglichkeiten bieten. Das System der Kent Trails ist ein Netz von stillgelegten Eisenbahnlinien, die zu Fahrradwegen umgebaut wurden.
2002 wurde die neue Wyoming Public Library gebaut, die der Stadt gehört, aber vom Bibliothekenverbund des Kent County Library Systems betrieben wird. In der Bibliothek ist auch die Wyoming Historical Commission untergebracht, die sich mit der Geschichte der Stadt beschäftigt.

## Verwaltung
Wyoming wird von einer Stadtvertretung verwaltet, die sowohl einen gewählten Bürgermeister als auch einen Stadtmanager besitzt. Unterstützt werden diese unter anderem von einem Stadtrat (Council) mit sechs Mitgliedern.

## Wirtschaft und Infrastruktur

### Bildungseinrichtungen
Aktuell besitzt die Stadt fünf Schulbezirke mit 13 Grundschulen, vier Mittelschulen und vier Highschools. Die nächstgelegenen Colleges sind Grand Rapids Community College im Zentrum von Grand Rapids und Grand Valley State University in Allendale. Weitere nahe gelegene Universitäten befinden sich in Lansing, Big Rapids, Kalamazoo, Holland und Caledonia Township.

### Öffentlicher Verkehr
Die Stadt ist Teil des Verkehrsverbundes Interurban Transit Partnership (The Rapid) mit Sitz in Grand Rapids. Acht der 26 Linien des Verkehrsverbunds bedienen das Stadtgebiet von Wyoming. Der Verbund soll durch eine neue Schnellbuslinie erweitert werden.

## Wirtschaft
Von den zehn verschiedenen Gewerbezweigen, die bei der Volkszählung 2000 in Wyoming gezählt wurden, erwirtschaftete die verarbeitende Industrie ein Drittel des Umsatzes, sie ist damit die größte in dieser Sparte in West Michigan. Hergestellt werden Autoteile, Industriemaschinen, Druckereizubehör, Kunststoffe, Elektronik, Werkzeuge und Rohformen, Betonierzubehör und Feuerwehrfahrzeuge. Weitere wichtige Wirtschaftszweige der Stadt sind der Handel sowie Erziehungs-, Gesundheits- und Sozialdienstleistungen.
Die größten Arbeitgeber (Stand 2007) sind General Motors, Gordon Food Service, United Parcel Service, Consumers Energy, Delphi Automotive, Hope Network, Benteler Automotive, Michigan Turkey Producers, Gainey Transportation, Country Fresh sowie die Stadt Wyoming.

## Bekannte Bewohner
- Chris Kaman (* 1982) – NBA Center – Los Angeles Clippers
- Drew Neitzel (* 1985) – Michigan State University Guard – MSU Basketball